# 九华佛茶
九华佛茶是一种产自安徽省池州市九华山的绿茶，驰名于明清时代。李时珍的《本草纲目》载“产茶有名者”中有“池州之九华”。
九华佛茶外形扁直呈佛手状，色泽翠绿，内质香高味醇，相传由金地藏从西域（另说从新罗）传入中国。 传说唐朝时期，有一僧人和一道士从四川慕地藏菩萨之名来九华山修行，仅以野草、野果等为食，结果两人出现身体臃肿、头晕的病症。二人将九华佛茶煮饮后，病症逐渐消除。